# 家庭用ロボット
家庭用ロボット（かていようロボット、英: domestic robot）とは、家庭で用いられるロボットのことである。

## 概要
家庭用ロボットは、家庭で用いられるロボットである。多くは、家庭での生活を助ける目的のものであり、なんらかの家事を助けるためのロボットである。また、人とコミュニケーションをおこない人の心をいやすことを目的としている物もある。本記事では家電機器の単なる延長で自動化が進んだものは割愛し、「ロボット」に分類されるのが妥当なものを扱う。

### SFと家庭用ロボット
アイザック・アシモフの1950年のSF作品、I, Robot（『われはロボット』）に収録されたRobbie（『ロビィ』）では、人の形をし、細やかな動作で甲斐甲斐しく子供の世話をする喋れないロボットが描かれている。
日本では『ドラえもん』（1969年連載開始）などがある。
1984年のアメリカ映画『未来警察』では、社会全般に浸透した各種雑務をこなすロボットが、様々な原因（不当な改造も含む）で異常動作をする様子が描かれている。

### 現状

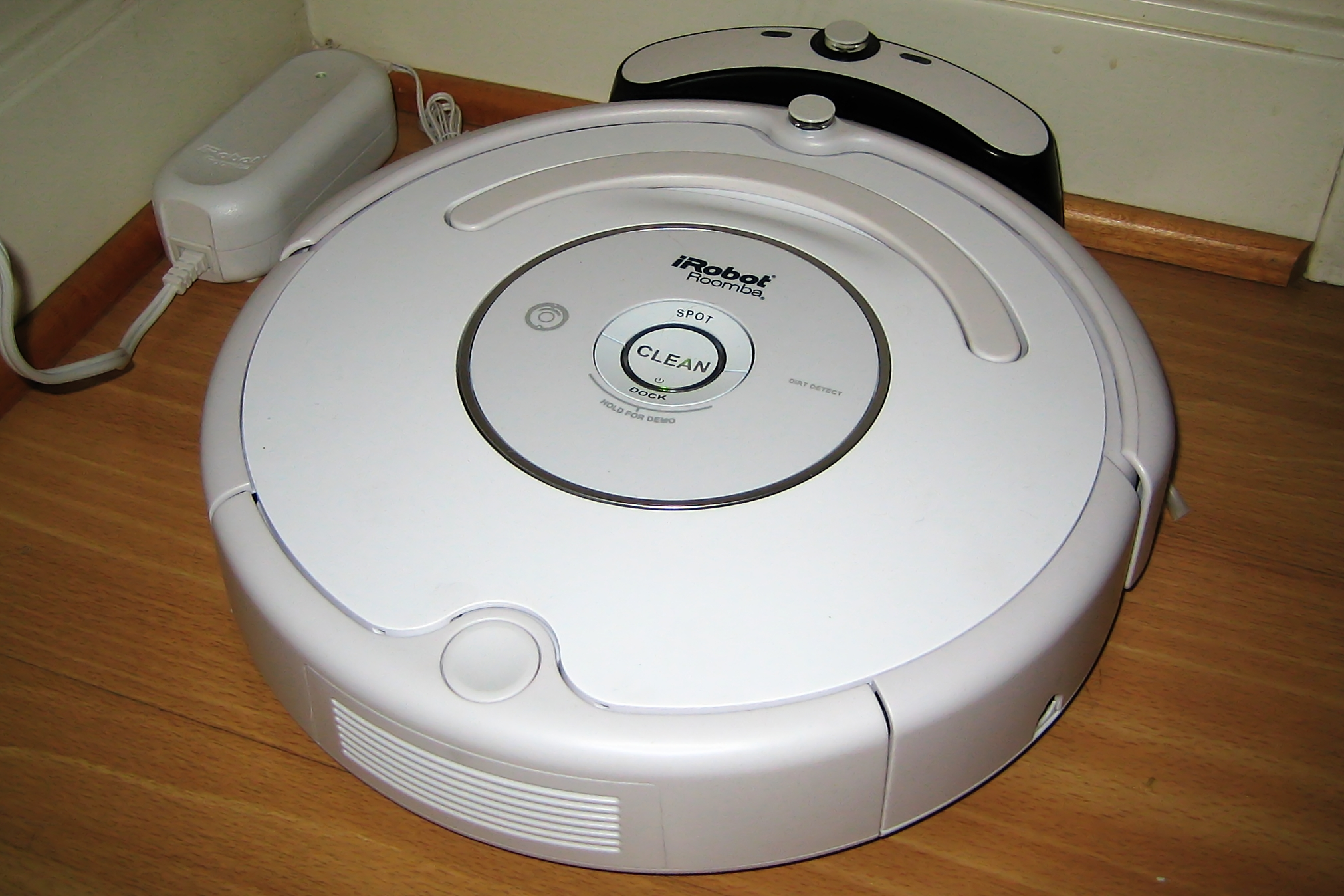
家庭で用いられる掃除ロボット

2000年代前半に日本ではASIMOに代表される第二次ロボットブームがあったが、汎用的なロボットの開発は停滞している。2020年代時点では家事の全てをこなすものは登場していないが、家事のうちのひとつを行ってくれるものはすでに存在している。家事と言えば、代表的なものは「掃除・洗濯・炊事」であるが、掃除ロボット、洗濯ロボット、調理ロボット、食器洗いロボットなどは存在している。このうち洗濯用、調理用、食器洗い用のロボットは、一般には「家電品」と思われていて「ロボット」と意識されていないが、その実態としてはロボットと呼んでよい状態になっているものである。ロボットと言っても、手や足がついていなければならないということはなく、形状は様々なのである。現代の「全自動洗濯機」のうち高性能のものは、洗濯ものの量などを判断しており、あるいは人工知能（ファジーロジック）などを搭載しているものもあり、家事を助けているのである。日本で「白物家電」と呼ばれているものの中には、ロボットに分類してよいものもある（高性能の多機能レンジ、高性能の炊飯器 等）。
人の心をいやす目的のロボットも製品化され、かなりの台数販売されてきた実績がある。たとえばSONYのAIBOである。
イーロン・マスクも人間の代わりに危険な作業などを代行する人型ロボット「Tesla Bot」の開発を発表している。 制作目的は「ロボットが我々の日常生活から、危険で反復的な退屈な仕事をなくす」こと。 加えて、「本質的に将来、肉体労働は選択肢のひとつになる」と主張し、「私たちの経済は基本的に労働力で成り立っているため、ロボットを単純労働に使用すれば（そして人間が頭脳労働に専念すれば）、無限の成長が可能になる」とのこと。日本でもソフトバンクのビジネスイベント「SoftBank World 2021」において、グループ会長兼社長の孫正義が本機を念頭にスマートロボットへの本格的投資計画を発表した。
家庭用ロボットには家事を行うロボット、人の心を癒すロボットやコミュニケーションを行うロボットなどもある。家事を行うロボットは誰もが避けることのできない日常の仕事を支援、代行するロボットである。人の心を癒す目的のロボットは犬やウサギなどのように、ペットのようなデザインが用いられている。コミュニケーションを目的としたロボットはヒト型やロボット型などペットとは違う形をしたものがあり、ペットとは違うものの親しみやすいデザインが用いられている。
2013年にデアゴスティーニ・ジャパンからRobiが発売されており、家庭におけるコミュニケーション用のロボットとしてすでに登場していた。Robiが発売された当初は家庭用コミュニケーションロボットが普及しておらず、2015年時点でも1%を下回っていた。しかし、様々なロボットの発売に伴い2020年には5%程度となっており、少しずつ家庭用のコミュニケーションロボットは普及し始めていると考えられる。
「人間社会の中で、人に混じって行動するロボット」の開発は実際に進められており、日本では福岡市などが地域おこしの一環もあって、ロボット特区と呼ばれる特区を制定している。

## 形状
家庭用ロボットでは、一般に、親しみやすいデザインが重視される。家庭では、一般に、リラックスすることや安全が重視されており、緊張を強いられるようなデザインや危険な形状は避けられる。たとえば、あまりに「機械っぽい」形状、たとえばむき出しの直線的な金属部品やボルト・ナット類だらけのロボット、人が怪我をしかねないような形状は避けられる。
なお、キリスト教文化圏では人型ロボットは「神への冒涜」と捉える傾向がある。
掃除や調理等といった特定の機能に特化したものは、人や動物の形をしていないものが多い。

### 人間型以外
公道にてロボットの実地運用試験を行う等の動きも見られ、テムザックなど現用のロボットメーカーがテストに参加している。
21世紀初頭では家庭用掃除ロボットが急速に普及しつつある。米iRobotなど多くの企業が製品開発にしのぎを削っており、日本メーカーは後塵を拝しているものの、シャープのココロボのように「掃除用ロボットとコミュニケーションを楽しむ」という利用法を提案する製品も登場している。
又住居全体を一つの人工知能を持つロボットとしてしまおうというコンセプト（ホームオートメーション）も存在するが、こちらは住居者自身から見れば、様々な自動化・省力化器機を備えた住居との差異が明確で無いため、此方を指して「家庭用ロボット」と呼ぶ事は少ない。

### 人間型
SF作品では人の姿をしたもの（ヒューマノイド型、アンドロイド）も描かれることがあり、研究者の中にもそれを実現しようとしている人もいる。あるいは、犬や猫など、ペットとして親しまれている動物の形状をしたもの、何らかのキャラクターを模したものなどがある。現在開発が進んでいる家庭用ロボットの多くは、動物に倣って、「顔（頭部）」・「二つの目」・「手や足といった棒状の機能部分」を持っている。コミュニケーションを取る際に何らかの意思表示を音声以外（表情に相当）で行うものも想定されている。特に人間の形を模した物では、顔と識別可能な表示部分を持ち、円滑なコミュニケーションを図る機能が想定されている（→ユーザーインターフェイス）。ただし、人や動物に似ていれば良いというものではなく、不気味の谷現象が起きる場合がある。

## 課題
家庭用ロボットの実用化ならびに本格的な普及にあたっては、以下のような課題が指摘されている。

### 講習・免許・検査
ロボットは人の操作ミスで他者に何らかの被害をもたらす危険性もあること、内部に多数の可動部品やモーターを持つため、現時点ではメンテナンスフリーでの長期運用は難しいと考えられていることから、自動車などのように運転免許や車検に類似する制度が必要ではないか、との指摘もある。

### 保険
家庭用ロボットを実際に運用しようとすると、故障や衝突等の際の修理等の費用負担や、移動時に他者に接触し怪我を負わせてしまったりした際の損害賠償、ロボット内部に保存された情報が外部に漏洩した場合のリスクなどがある。Wireless Japan 2003で池島は、実際に家庭で使うと、家庭にいる子供が、ケーブルをかじる・たたく・落とすなど予想外の行動を取るので、これを保険などでカバーする仕組みも用意しなければならない、とした。家庭用ロボットで生じる様々な問題に関しては、様々なフレームワーク（枠組み）でのとらえかたがあるが、ひとつはPL法によるとらえかたである。もうひとつは、自動車のリスクとの類似性に着目して、自動車関連のフレームワークを流用して自動車損害賠償責任保険のようなしくみをつくることである。

## 各種家庭用ロボット

### パートナーロボット
- ASIMO（本田技研工業製）
- Astro（アストロ）[6][7]（米アマゾン製）
- HRP-2（産業技術総合研究所・川田工業ほか製）
- NEO Beta[8]（ノルウェー1X Technologies製）
- NEO Gamma[9]（ノルウェー1X Technologies製）
- PALRO（パルロ）（富士ソフト製）
- Moxie（モクシー）[10][11]（米Embodied製） - 子どもたちの教育と発達をサポートするAIコンパニオンロボット。2020年5月に発表。
- ロボット・フォン（イワヤ製） - 東京大学との産学連携によって2003年11月に製品化された。
- RoBoHoN（ロボホン）（シャープ製）

### 癒し系ロボット
- AIBO（ソニー製）
- QRIO（ソニー製）
- poiq（ソニー製）
- 愛犬てつ（イワヤ製）
- イフボット（ブラザー工業、名古屋工業大学など製）
- Qoobo（ユカイ工学製）
- パロ（PARO）（産業技術総合研究所（AIST）製）
- ハローキティロボ（ビジネスデザイン研究所（BDL）製）
- ハローズーマー（タカラトミー製）
- 愛犬てつ（イワヤ製）
- LOVOT（GROOVE X社製）

### 掃除ロボット
掃除用ロボットには家庭用の他に、オフィスや病院などで用いる業務用掃除ロボットがある。
- ルンバ（米iRobot製）
- ココロボ（COCOROBO） （シャープ製）
- スマーボ（東芝ホームアプライアンス、韓サムスンOEM）
- スクーバ（米iRobot製）
- ラクリート（CCP製）
- ロボットクリーナー「AIM-ROBO1（ツカモトエイム製）
- ネイト（米ネイトロボティクス製）
- ドリーミー（Dreame Technology）

### 家事支援ロボット
- ugo（ユーゴー）（Mira Robotics（現ｕｇｏ株式会社）製） - 依頼により設置されるロボットをオペレーターが遠隔操作をすることで、ヒトの代わりにロボットが家事を手伝ってくれるという、近未来的な家事支援サービス[12]。

### 介護・福祉ロボット
生活支援ロボットとも呼ばれる。
- アイオロス・ロボット（米アイオロス・ロボティクス製） - AI搭載ヒューマン支援ロボット（2018年12月11日発表）[13]。
- イスナビ（富士通製車椅子ロボット）

### 自立支援ロボット
各国で高齢者、障害者の自立を支援するロボットが開発中である。利用者を補助するため、介護・福祉ロボットと混同されやすいが、あくまでも利用者の自立によりロボットへの依存からの脱却を目的としている点で異なる。